# Canal Karl Heine

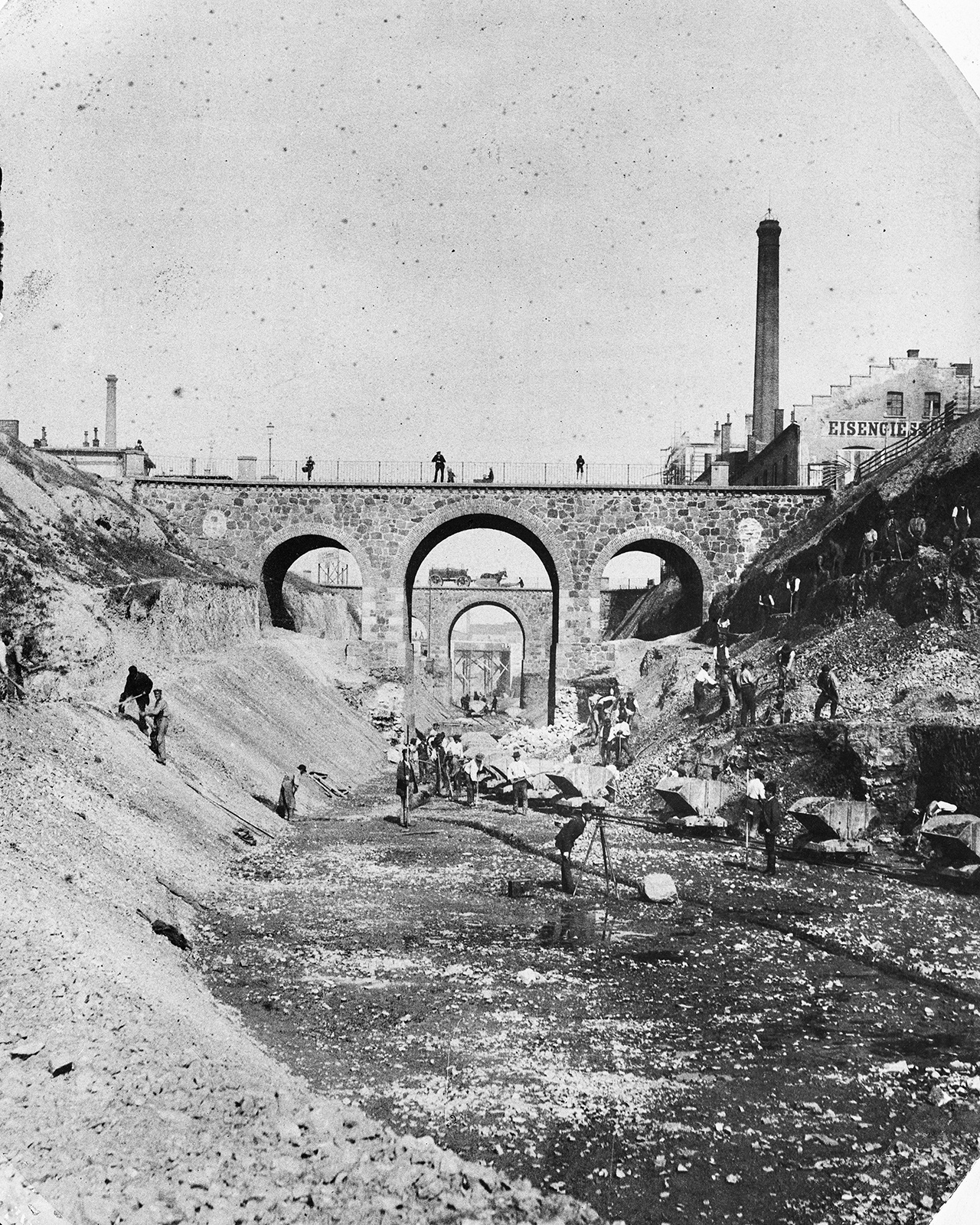
Construction du canal vers 1885

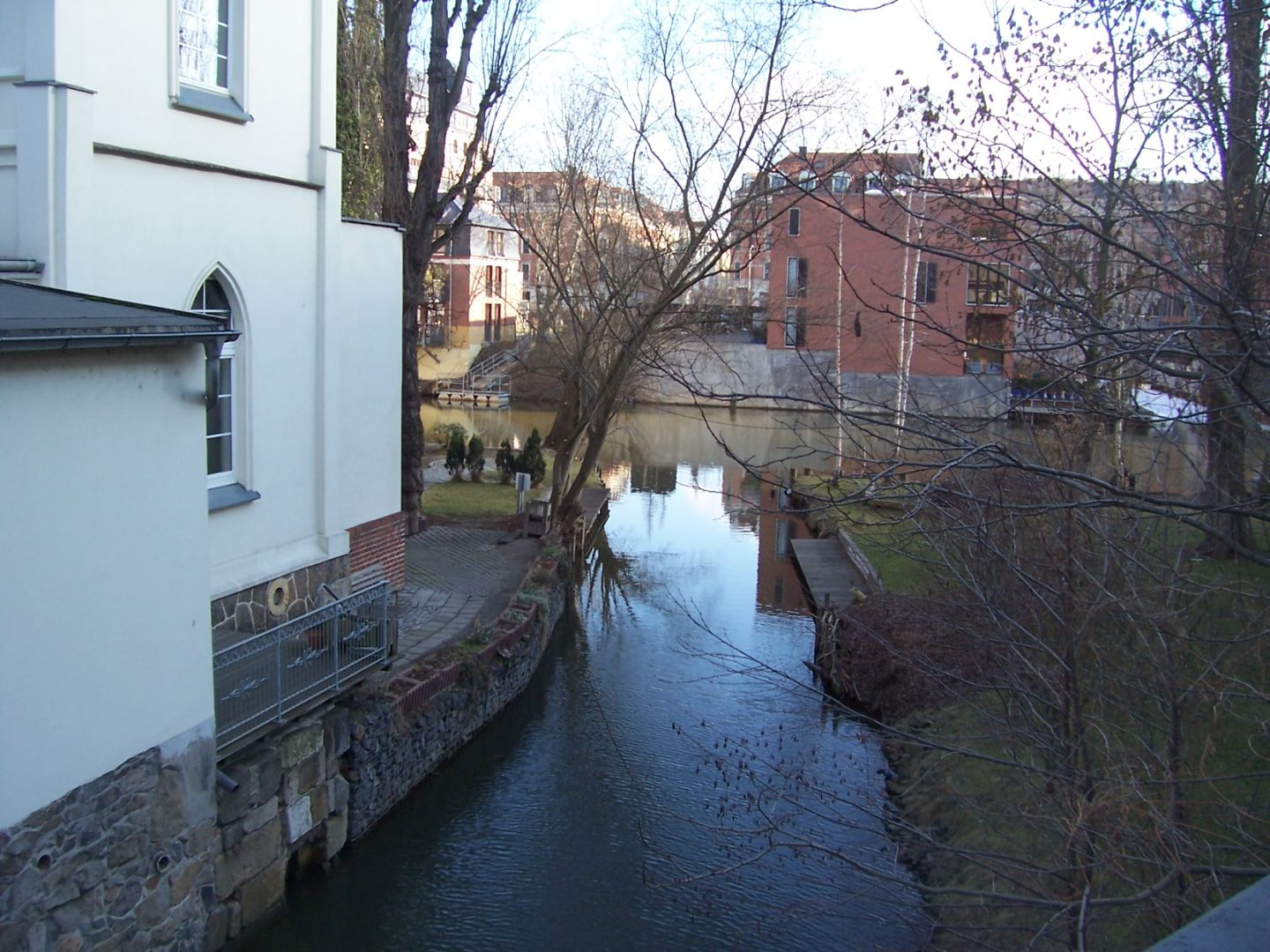
Début du canal à l'Elster Blanche

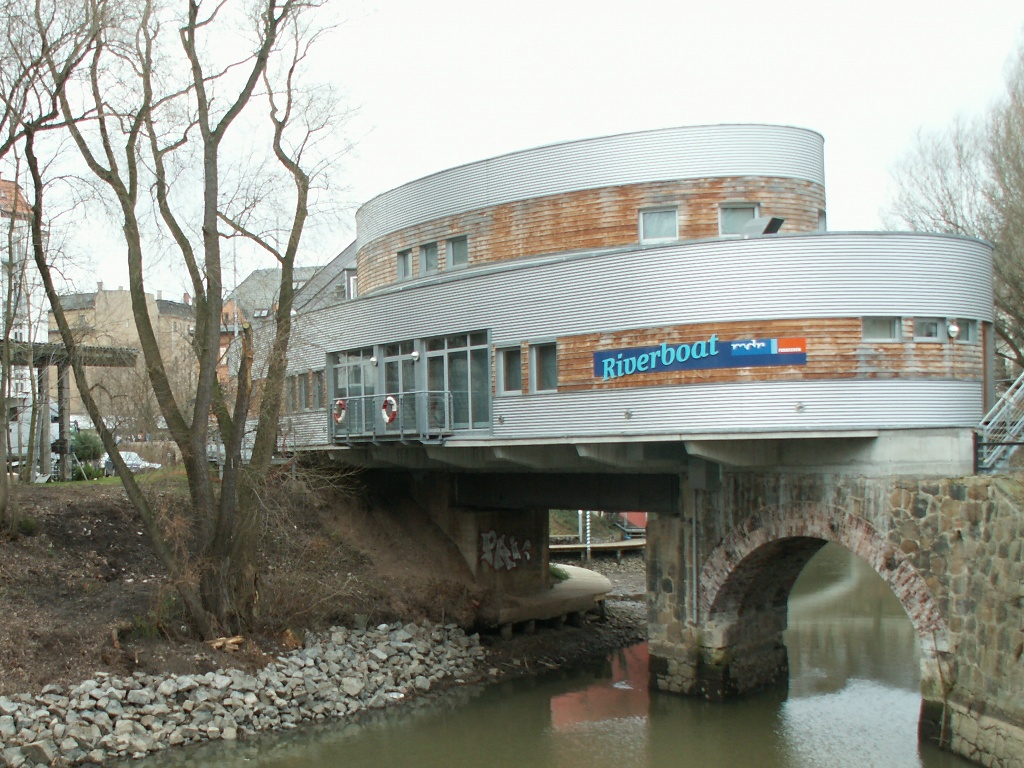
Bâtiment de « Riverboat » sur un pont

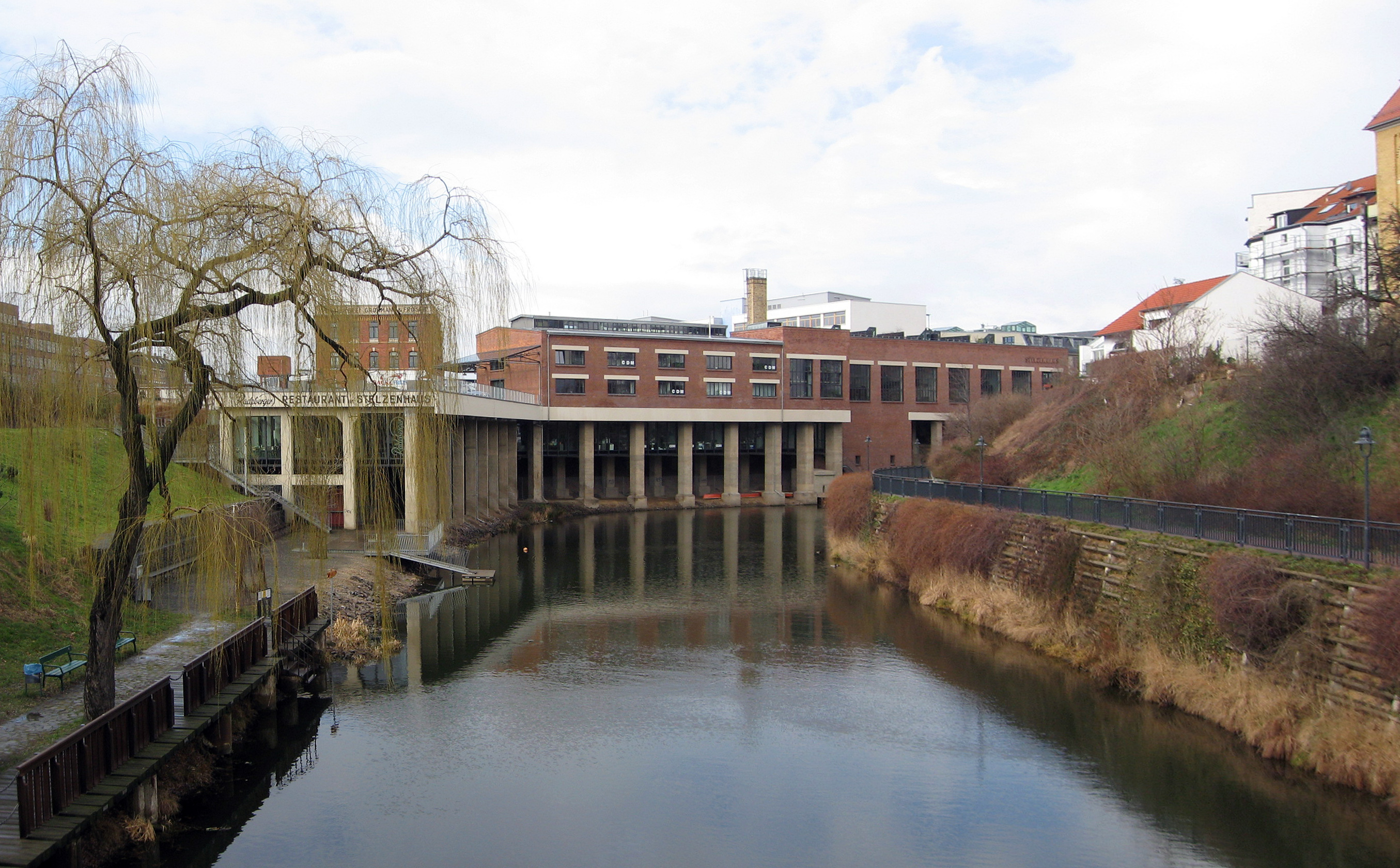
Chez le Stelzenhaus

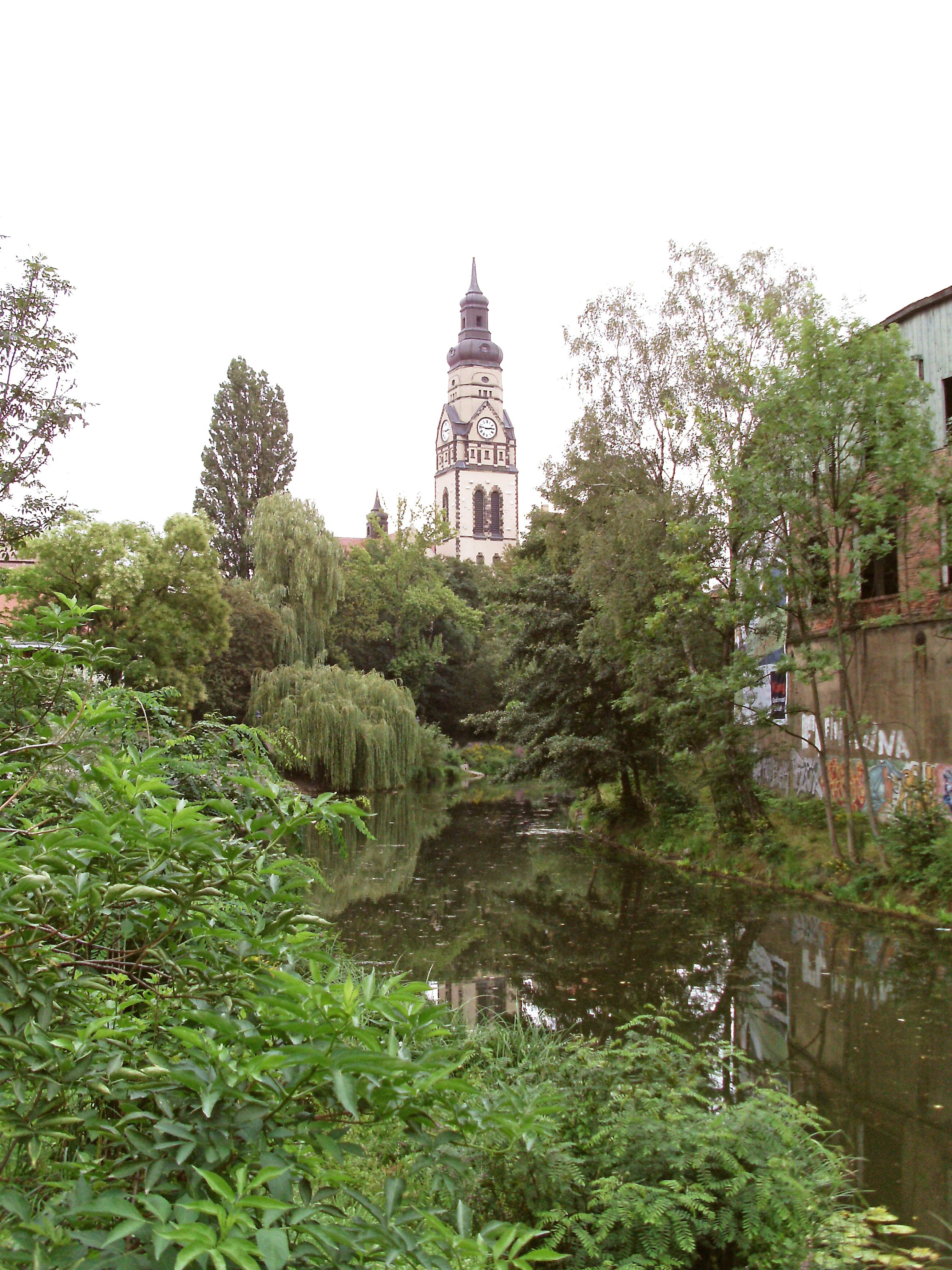
Clocher de l'église Philippus à Lindenau en arrière-plan

Le Canal Karl Heine est un cours d'eau artificiel d'environ 3,3 kilomètres de long situé à l'ouest de la ville de Leipzig en Allemagne et relie le port de Lindenau à la rivière Elster Blanche. Il est enjambé par 16 ponts et est navigable avec de petits bateaux. Le canal est sous protection des monuments en tant qu'entité de préservation des monuments « canal, renforcement des berges et ponts ».

## Ponts
Les ponts suivants traversent le canal Karl-Heine (commençant au confluent avec l'Elster blanche) :
1. Nonnenbrücke (Pont routier de la Nonnenstrasse)
2. Gleisbrücke P VIII  (Pont de l'ancienne voie ferrée industrielle Plagwitz VIII, construit avec le bâtiment de Riverboat)
3. Elisabethbrücke (Pont routier de la Erich-Zeigner-Allee)
4. König-Johann-Brücke (Pont routier de la Zschochersche Strasse), le pont porte le nom de Jean Ier, roi de Saxe (1801-1873)
5. Karl-Heine-Bogen (Pont pour cyclistes et piétons)
6. Weißenfelser Brücke (Pont routier de la Weißenfelser Strasse)
7. König-Albert-Brücke[2] (Pont routier de la Karl-Heine-Strasse), le pont porte le nom d'Albert Ier, roi de Saxe (1828-1902)
8. Aurelienbrücke (Pont pour cyclistes et piétons de l'Aurelienstrase)
9. Gießerbrücke (Pont routier de la Giesserstrasse)
10. Gleisbrücke P I  (Pont de l'ancienne voie ferrée industrielle Plagwitz I)
11. König-August-Brücke (pont routier de l'Engertstrasse), le pont porte le nom de Frédéric-Auguste III, roi de Saxe (1865-1932)
12. Pont ferroviaire (Ligne ferroviaire Leipzig – Probstzella)
13. Saalfelder Brücke (Pont routier de la Saalfelder Strasse)
14. Am Kanal (Pont pour cyclistes et piétons, remplacement de la superstructure en bois par une superstructure en acier, 2016)
15. Luisenbrücke (Pont routier de la Lützner Strasse; avant le 29 janvier 2015, le canal se terminait quelques mètres avant ce pont)[3]
16. Pont au-dessus de l'entrée du port de Lindenau (Aluminium, 2015)

Parmi les ponts-canaux, le Karl-Heine-Bogen, conçu par le bureau d'ingénierie König et Heunisch et les architectes Pahl + Weber-Pahl, est une particularité parmi les ponts-canaux. La structure en arc lié du pont en arc, inaugurée le 4 juin 2000, a été construite selon une méthode de construction hybride. Pour ériger une dalle solide, des paires de supports rigides en forme de V sont reliées à un tube incurvé d'une portée de 28 mètres. La section transversale mince du tuyau incurvé de 355,6 millimètres × 12,5 millimètres a été obtenue en le remplissant de béton léger pompable à haute résistance. Le pont a une pente longitudinale de 5,4 %,.

## Histoire
Le canal a été créé à partir de 1856 à l'initiative de l'avocat et pionnier industriel de Leipzig Karl Heine (1819-1888) comme première partie d'un projet de canal de navigation allant de l'Elster blanche à la rivière Saale. La construction du canal a commencé à Leipzig-Plagwitz, près de l'Elster blanche. Le premier tronçon du canal fut inauguré le 25 juin 1864 et en 1887 le chemin de fer Leipzig-Probstzella fut atteint à Lindenau. Entre 1890 et 1898, le dernier tronçon fut construit, qui se terminait juste avant le port de Lindenau.
Le canal a été rénové dans les années 1990. Une piste piétonne/cyclable a été créée sur la rive nord du canal, inaugurée le 16 septembre 1996 en présence de la ministre fédérale de l'Environnement de l'époque, Angela Merkel.
En 2007, l'administration municipale a décidé de faire réaliser la planification nécessaire pour l'extension du canal jusqu'au port afin de permettre la connexion prévue depuis longtemps.
Le 18 juillet 2012, le conseil municipal décide de prolonger le canal jusqu'au port. 18 millions d'euros doivent être investis dans ce projet d'ici 2015, dont l'administration municipale espère qu'elle aura un impact sur le développement urbain de l'ouest de Leipzig. La commune a dû contribuer à hauteur d'environ 3,8 millions d'euros sur son propre budget, dont 7,6 millions d'euros proviendront de la vente de biens immobiliers dans la Plautstrasse. Le reste des coûts a été financé par des subventions, notamment du fonds européen de développement urbain « Jessica » (« Joint European Support for Sustainable Investment in City Areas », une initiative de la Banque européenne d'investissement).
Le 29 janvier 2015, les travaux d'inondation de la liaison de 665 mètres de long entre le canal Karl Heine et le port de Lindenau ont commencé. Le processus a été achevé comme prévu trois semaines plus tard. Le 2 juillet 2015, la nouvelle route a été ouverte à la circulation,. Avant que la connexion de 75 mètres de long du port au canal Elster-Saale puisse être établie, un barrage pour se protéger contre les niveaux d'eau hauts et bas doit être construit au sud du Luisenbrücke.